# خويا (فلم)
خويا هو فيلم جزائري قصير صدرَ عام 2010 للمخرج الجزائري يانيس كوسيم.

## خلفيّة
خويا هي قصّةٌ دراميّةٌ تدورُ أحداثها خلف الأبواب المغلقة والتي ستتطور فيما بعدُ إلى مأساة. يُعتبر فيلم خويا (أخي) الجزء الثاني من ثلاثية المرأة الجزائرية التي أخرجها المخرج الجزائري يانيس كوسيم بعد فيلمِ ختي (أختي) الذي صدر سابقًا.

## القصّة
تتعرض يمينة ونبيلة وإيمان للضربِ باستمرارٍ وبطريقةٍ ممنهجةٍ من قِبل شقيقهم طارق. والدتهم الشاهدةُ على سلوك أخيهم العنيف لا تفعلُ شيئًا لإنهاء معاناة بناتها مع التعنيف والضرب.

## الجوائز
عُرض الفيلم في مهرجان لوكارنو السينمائي عام 2010، كما عُرض في نفس العام في مهرجان أميان السينمائي.